# Бариофармакосидерит
Бариофармакосидери́т — минерал, водный арсенат Fe3+ и Ba. Группа фармакосидерита, тетрагональный псевдокубический Ba-Fe-конечный член группы, бариевый аналог фармакосидерита. Первоначально назывался барий-фармакосидерит, переименован в 2008 году.

## Происхождение названия
Бариофармакосидерит назван как бариевый аналог фармакосидерита.

## Морфология
Обособленные мелкие (до 1 мм) кристаллы псевдокубического облика, нарастающие на стенки пустот и трещин поодиночке или небольшими группами.